# 應用層防火牆
應用防火牆（英語：Application firewall），一種防火牆，經由應用程式或服務來控制網路封包的流入、流出與系統調用，因為運作在OSI模型中的應用層而得名。它能夠監控網路封包，阻擋不符合防火牆設定規則的封包進入、離開以及呼叫系統調用（system calls）。這類防火牆，通常又可以分成以網路為基礎的應用防火牆（network-based application firewalls）與以主機為基礎的應用防火牆（host-based application firewalls）二者。